# Idaea scutularia
Idaea scutularia là một loài bướm đêm trong họ Geometridae.